# Phaolô Lôi Thế Ngân
Phaolô Lôi Thế Ngân (sinh 1963, tiếng Trung:雷世銀, tiếng Anh:Paul Lei Shi-yin) là một giám mục được chính quyền Trung Quốc dùng sức ép tấn phong giám mục bất hợp thức. Giám mục Ngân hiện đã hiệp thông với Giáo hội Công giáo Rôma, kể từ ngày 22 tháng 9 năm 2018. Chính quyền Trung Quốc trao nhiệm vụ cho ông làm Giám mục chính tòa Giáo phận Gia Định.

## Tiểu sử
Giám mục Lôi sinh ngày 13 tháng 10 năm 1963, mang quốc tịch Trung Quốc. Sau khoảng thời gian dài tu học, ngày 30 tháng 11 năm 1991, Phó tế Lôi được trao thừa tác vụ linh mục. Giáo phận Gia Định trống tòa sau khi giám mục Mátthêu La Đốc Hy, giám mục chính tòa từ năm 1993 qua đời ngày 4 tháng 12 năm 2009, thọ 90 tuổi. Nhân cơ hội này, chính quyền Trung Quốc chọn linh mục Phaolô Lôi Thế Ngân lên kế vị, hoàn toàn không nhận được sự chuẩn nhận của Tòa Thánh. Tân giám mục được hậu thuẫn để được tấn phong vào ngày 29 tháng 6 năm 2011. Tòa Thánh sau đó đã ra thông báo phạt vạ tuyệt thông với ông.
Ngày 22 tháng 9 năm 2018, Tòa Thánh ra tuyên bố giải vạ tuyệt thông và công nhận 8 chức giám mục "đã thành sự" tại Trung Quốc, trong đó có cả giám mục Phaolô Lôi Thế Ngân.